# Schuimzak
Een schuimzak wordt in de hamam gebruikt voor het maken van zeepschuim. De zak wordt gevuld met zeep, waarna in combinatie met lucht en water schuim gemaakt wordt. Door trekkende bewegingen met de schuimzak brengt de tellak het schuim aan op het lichaam van de bader. Dit om daarna de bader in te zepen.
De zak is meestal gemaakt van katoen, en wordt geproduceerd met een speciale weeftechniek. Meestal zijn ze afgestikt met een sierlijke rand.